# بروبوكسور
البروبوكسور (بايجون) هو مبيد حشري غير جهازي من مجموعة الكربامات، ينتج من الكاتيكول، أول تحضير في عام 1959. يتميز هذا المنتج بسرعة التأثير ويستمر مفعوله لفترة طويلة، ويستخدم ضد الآفات والبراغيث والعشب. كما يستخدم في مكافحة الآفات للحيوانات الأليفة، وبعوض الأنوفيلة، والنمل، والعثة، والآفات الزراعية الأخرى. يمكن استخدامه مبيداً للرخويات.